# Anatolij Šapovalov
Anatolij Ivanovič Šapovalov, sovjetski inženir, * 6. april 1940, Kropivnicki, Sovjetska zveza, † 19. maj 1986 Moskva, Sovjetska zveza.
Kot inženir je delal v jedrski elektrarni Černobil.    

## Biografija
Anatolij Šapovalvov se je rodil 6. aprila 1940 v Kropivnickemu v takratni Sovjetski zvezi. 
Svojo kariero je začel v jedrski elektrarni Černobil, kjer se je zaposlil aprila 1978. Delal je kot električar za relejno zaščito in avtomatizacijo, februarja 1986 pa je bil premeščen v visoko-napetostno električno postajo v elektrarni. 
26. aprila 1986 ponoči je Šapovalov opravljal svoje naloge v okviru pete izmene v električni delavnici, ko je reaktor 4 ob 1.23 eksplodiral. Po eksploziji je skupaj s svojimi spremljevalci prepoznal nujne razmere v električnih napravah postaje in pri tem preprečil, da bi se požar razširil na druge reaktorje v elektrarni, pri tem pa je upravljal še električno opremo. Med delom je bil izpostavljen smrtnemu odmerku sevanja. 
Šapovalov je bil hospitaliziran v bolnišnici v Pripjatu, a je bil kmalu odpeljan v posebno bolnišnico v Moskvi, kjer se je zdravil skupaj z drugimi inženirji iz elektrarne. Tam je Šapovalov 19. maja 1986 podlegel akutni sevalni bolezni in umrl v starosti 46 let. Pokopan je bil na mednarodnem pokopališču v Moskvi. 

## Odlikovanja
Leta 2008 je bil Šaplavov nagrajen z redom za pogum 3. stopnje in redom znaka časti.